# Петрогліфи Гямігаї

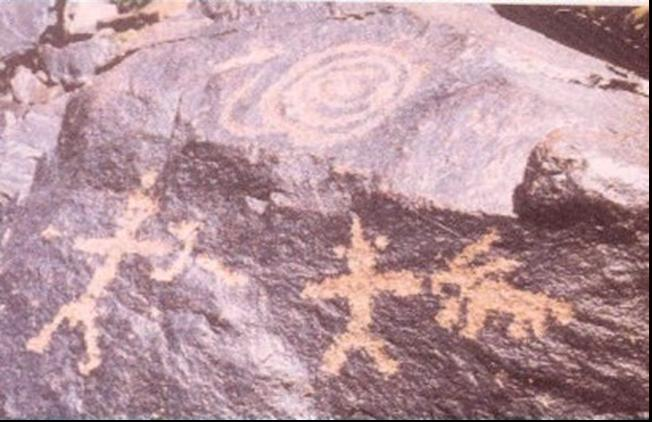
Сцена полювання. Наскельний малюнок

Гямігая (азерб. Gəmiqaya - каменный корабль) — це назва однієї з вершин Малого Кавказу — вершини Капутджух (3906), до якої, за місцевою легендою про всесвітній потоп, пристав ковчег пророка Ноя і вкам'янів з часом. Наскельний живопис Гямігаї, що відноситься до IV—I тисячоліттям до. н. е. і включно з періодом бронзи і раннього заліза, розташований на території Ордубадського району Нахічеванської Автономної Республіки, на схід від села Насірваз, неподалік від кордону Азербайджану з Вірменією.

## Опис

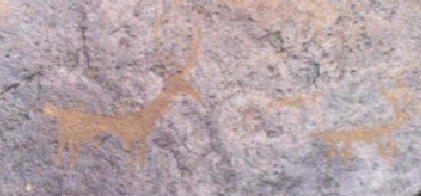
Олені

На базальтових скелях, утворених внаслідок природного геологічного процесу, знайдено близько 1500 вибитих, видряпаних і висічених наскельних малюнків із зображеннями оленів, козлів, биків, собак, змій, птахів, фантастичних істот, а також людей, возів і різних знаків та символів. Серед зображень зустрічаються і хаотично намальовані зображення людей, що танцюють.
Багато малюнків зафіксовані недалеко від джерел, на території гірського плато Гарангуш. Зображення людей вибиті схематично. Зустрічаються як поодинокі, так і парні і групові малюнки. Одним з унікальних зображень є зображення людини поруч з конем.
Найдавніші наскельні малюнки Гямігаї відносяться до кінця IV—I тисячоліть до. н. е., що збігається з виникненням на території нинішнього Азербайджану відгонно-яйлового скотарства.
Серед малюнків різних тварин зустрічаються і зображення кіз, які вказують на те, що в скотарському житті місцевого населення кози займали одне з основних місць. Цікавими є й реалістичні зображення оленів.
Наскельні малюнки також зображують сцени полювання, основним об'єктом якого були гірські козли. На зображеннях мисливці озброєні луком і стрілою.
На одному з наскельних малюнків Гямігаї можна зустріти зображення леопарда, який мешкав у високогірних зонах Нахічевані.
Також поширені зображення людей, які танцюють, що пов'язують з народним колективним танцем «Шарурська ялли».
Зона розташування Гямігаї малопридатна для постійного проживання, але територія використовувалася в давнину як зона літніх пасовищ, тобто сезонно. Передбачається, що скотарські племена, які проживали в рівнинних і передгірських зонах Нахічевані в епоху бронзи перекочовували в ці зони з настанням тепла, коли створювалися наскельні малюнки. Аналогічні за стилем і тематикою малюнки зображені на керамічних виробах, знайдених у долині річки Аракс у Нахічевані.

## Галерея

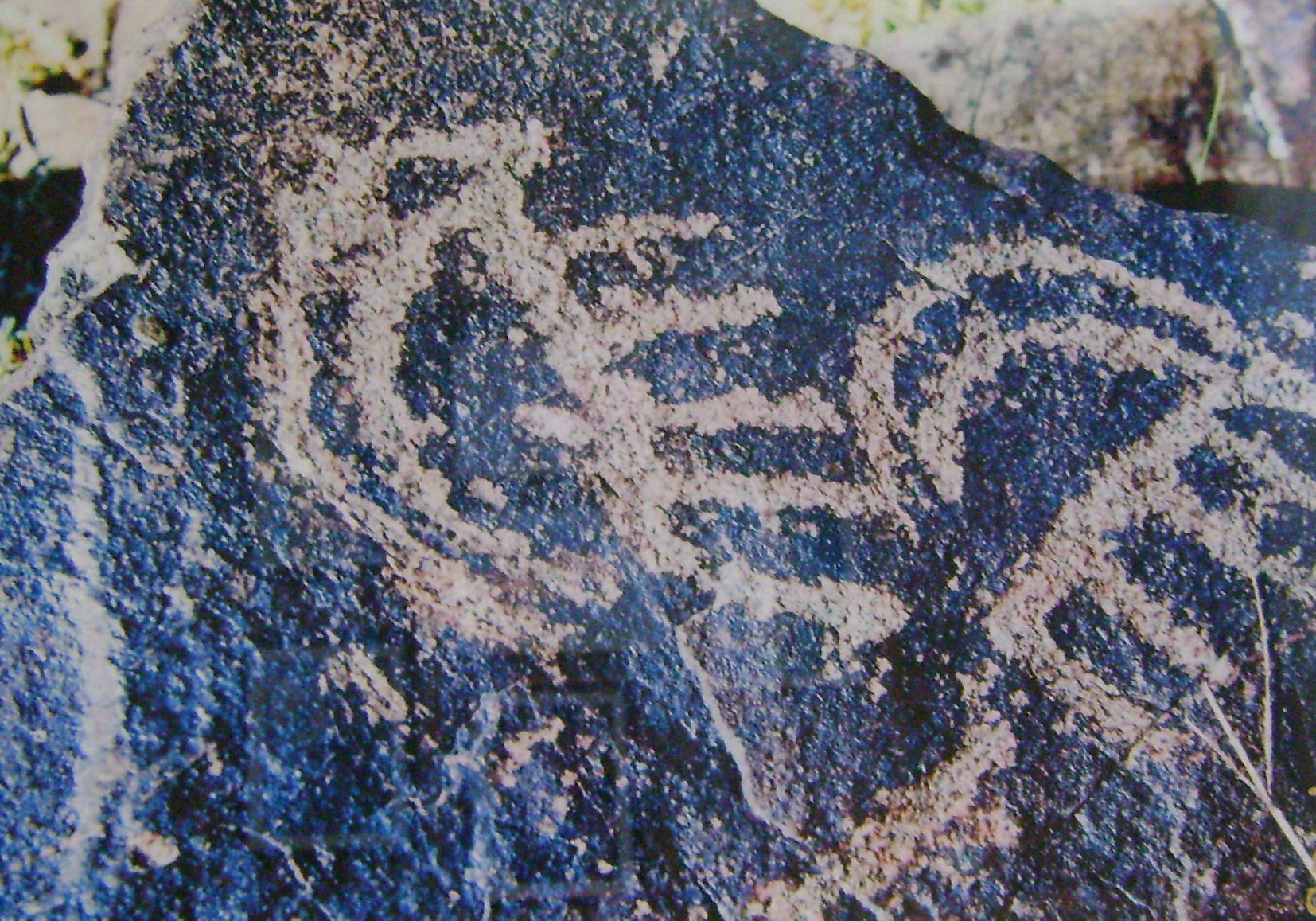
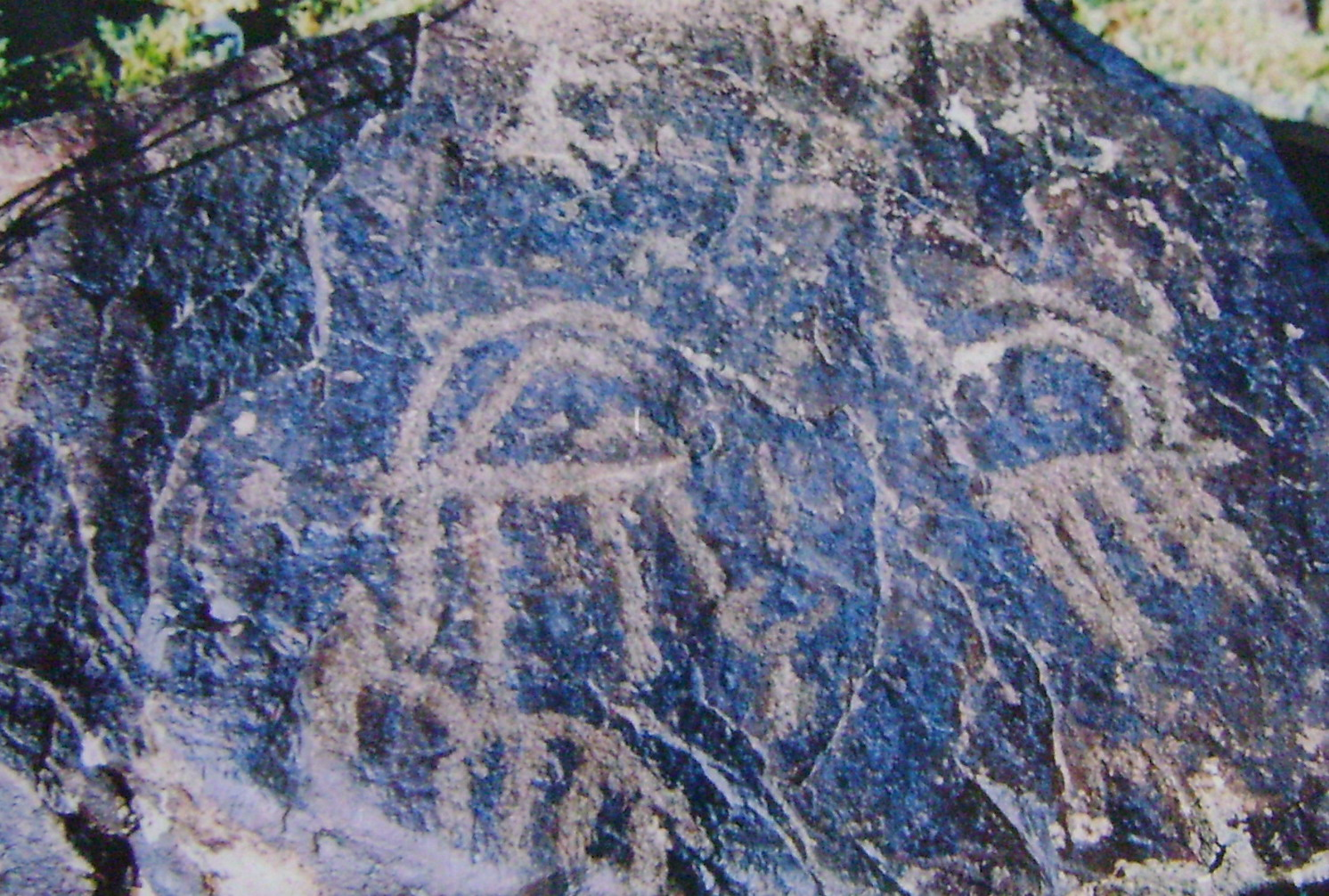
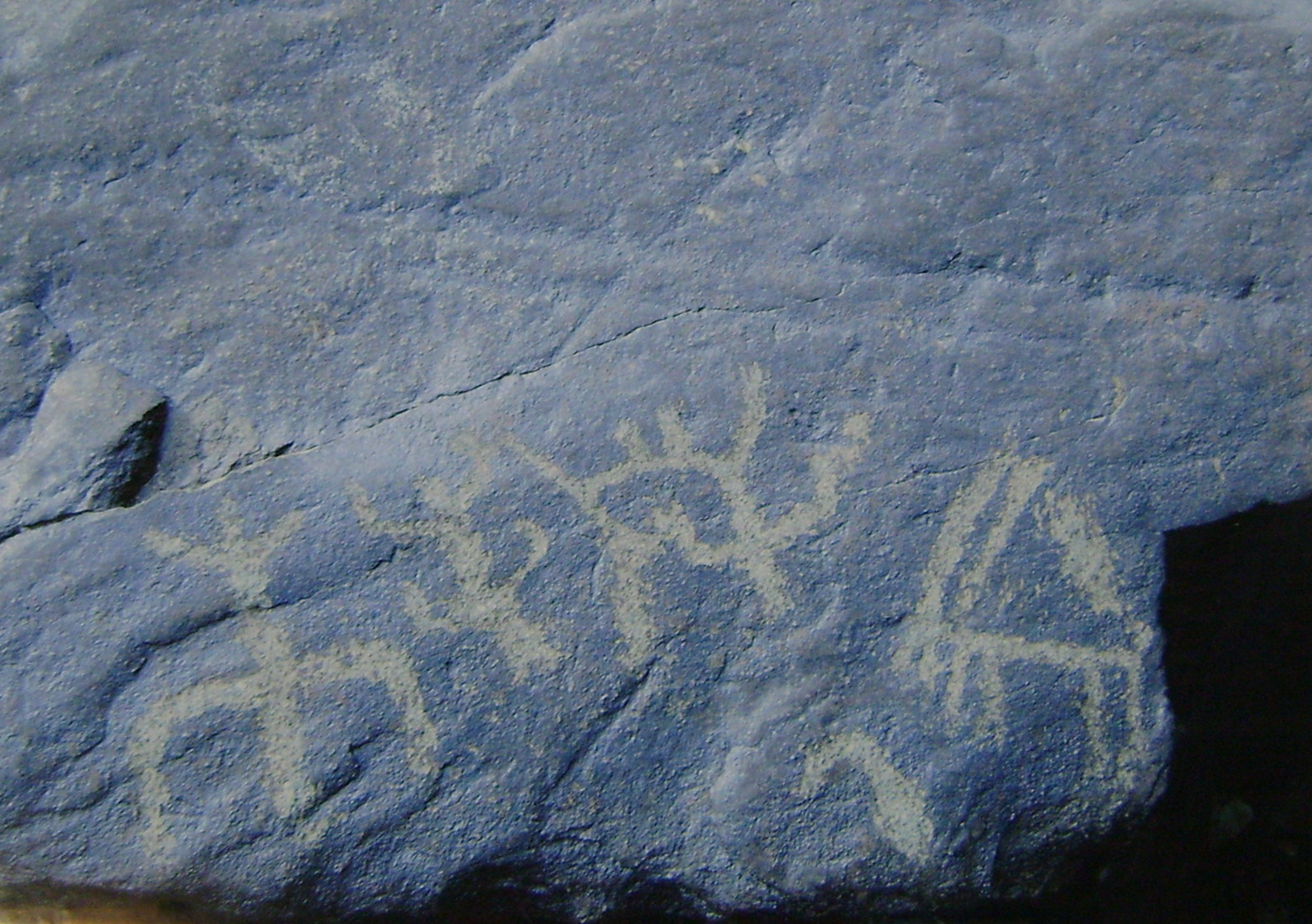